# تاكلفت (آيت خويا)
تاكلفت هو دُوَّار يقع بجماعة تاكلفت، إقليم أزيلال، جهة بني ملال خنيفرة في المملكة المغربية. ينتمي الدوّار لمشيخة آيت خويا التي تضم 7 دواوير. يقدر عدد سكانه بـ 2844 نسمة حسب الإحصاء الرسمي للسكان والسكنى لسنة 2004.

## روابط خارجية
- البوابة الوطنية للجماعات الترابية نسخة محفوظة 12 مارس 2018 على موقع واي باك مشين.
- المندوبية السامية للتخطيط